# Даљњегорск
Даљњегорск (рус. Дальнегорск) град је у Русији у Приморском крају. Према попису становништва из 2010. у граду је живело 37519 становника.

## Становништво
| 1939.  | 1959.  | 1970.  | 1979.  | 1989.  | 2002.  | 2010.  |
| ------ | ------ | ------ | ------ | ------ | ------ | ------ |
| 11.923 | 16.887 | 33.506 | 43.423 | 49.792 | 40.069 | 37.519 |